# نبرد مصیخ
نبرد مُصَیَّخ یا مُضَیَّح (به عربی: معرکة المصیخ) یکی از رشته نبردهای صدر اسلام است که بین ایران و اعراب مسلمان به وقوع پیوسته‌است. این نبرد در ماه رمضان سال ۱۲ هجری قمری برابر با سال ۶۳۳ میلادی به فرماندهی خالد بن ولید رخ داده‌است. (ابو لیلی الخنافس) یکی از فرماندهان خالد، به دستور وی به سوی «منطقهٔ الحصید» حرکت کرد، هنگامی که به آنجا رسید دید قوای پارسیان مکان را تخلیه کرده‌اند. سربازان پارسیان به همپیمانان خود مسیحیان عرب پیوسته بودند و راهی منطقه «المصیخ» شده و در آنجا اردوگاه برپا کرده‌اند. خالد از پیک خبری مخصوص اطلاع یافت که پارسیان در منطقهٔ «المصیخ» گرد آمده‌اند.
خالد تمام سربازان تحت امر خود را جمع نمود و رهسپار «المصیخ» شد. نقشه خالد مبنی برآن بود که لشکر باید در شب حرکت کند که لشکر دشمن متوجه تحرک آنان نشود، لشکر به ۳ قسمت تقسیم نمود، قسمت اول به سرپرستی «قعقاع بن عمرو و أبی لیلی» و قسمت دوم به فرماندهی «أعبد بن فدکی و عروة بن الجعد» و قسمت سوم به فرماندهی خالد بود.
دستور داد که لشکر همزمان در یک‌وقت از ۳ طرف به سوی «المصیخ» حرکت کنند. نقشهٔ از پیش کشیدهٔ خالد ابن بود که هر ۳ قسمت از قوا در نقطه‌ای به نام (الثنی و الزمیل) به هم برسند و هنگام شب به لشکر پارسیان شبیخون زنند. آنگاه خالد به طرف مصیخ برفت و از حوران و رنق و حماه گذشت،
خالد از ثنی آغاز کرد و با یاران خویش فراهم آمدند و شبانگاه از سه طرف بر لشکر پارسیان حمله بردند و شمشیر در جمع نهادند و کسی از قوم جان به در نبرد و نوسالان را اسیر گرفتند و خمس خدا! را همراه نعمان ابن عوف شیبانی پیش ابوبکر فرستادند و اموال غارتی و اسیران را تقسیم کردند، و علی بن ابی طالب دختر ربیعهّ بن بجیر تغلبی را خرید و به خانه برد و به زنی گرفت، و دو فرزندش «عمر» و «رقیه» را از او آورد.